# Nicole Humbert
Nicole Humbert (Alemania, 5 de febrero de 1972), también llamada Nicole Rieger, es una atleta alemana retirada especializada en la prueba de salto con pértiga, en la que ha conseguido ser subcampeona europea en 1998.
En el Campeonato Europeo de Atletismo de 1998 ganó la medalla de plata en el salto con pértiga, con un salto de 4.31 metros, siendo superada por la ucraniana Anzhela Balakhonova (oro también con 4.31 m pero en menos intentos) y por delante de la también alemana Yvonne Buschbaum (bronce).